# Canale dei molini di Imola

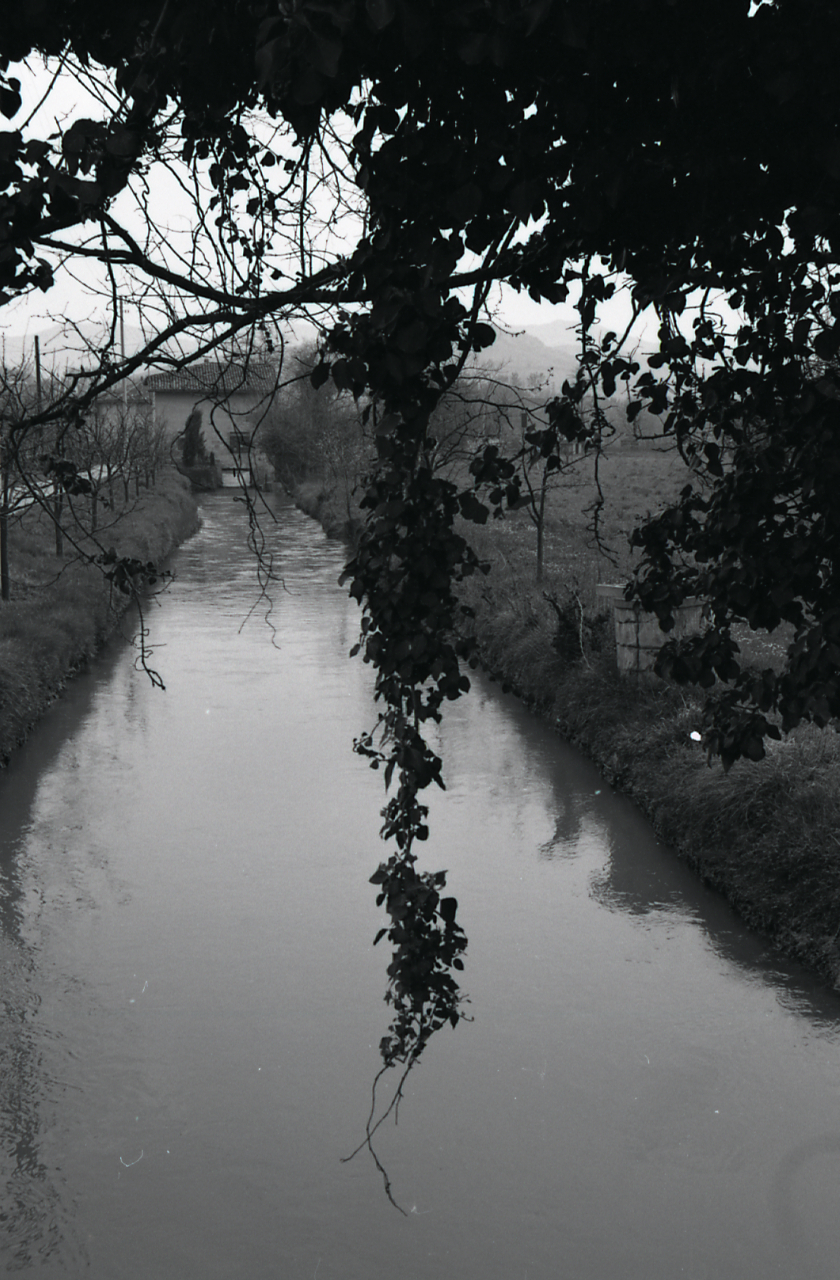
Un tratto del canale nella foto di Paolo Monti, 1974

Il canale dei molini di Imola  è un'opera idraulica lunga 42 km che attraversa tutta la pianura imolese, in direzione sud-nord, fino a confluire nel fiume Reno.
Realizzato nel Medioevo dai benedettini del monastero di Santa Maria in Regola, utilizzando in parte il tracciato di un precedente canale romano, il canale artificiale attraversa gli abitati di Bubano, Massa Lombarda, Conselice e Lavezzola.

Costruito per l'alimentazione dei mulini e l'irrigazione dei campi, il canale dei Molini è la più antica opera pubblica esistente sul territorio imolese operativa ininterrottamente dalla fondazione. Oggi ha una funzione prevalentemente irrigua.

## Ingegneria

### La chiusa
Il canale dei Molini attinge l'acqua dal fiume Santerno nelle colline sopra Imola, in territorio di Codrignano (6 km circa dall'abitato). 
L'opera viene citata per la prima volta in un rogito notarile del 1258. Nel Medioevo l'acqua del fiume era convogliata nel canale artificiale per mezzo di arginelli di sassi. Nell'800 fu deciso di costruire una diga sul fiume. La prima, entrata in funzione nel 1852, ebbe vita breve, poiché fu travolta da una piena sette anni dopo. Nel 1860 ne venne costruita una più solida, che resse per 90 anni (crollò in seguito a una piena eccezionale del Santerno il 12 marzo 1951). La chiusa attuale è stata costruita nel 1954, sempre nei pressi di Codrignano.

### Il tracciato
Quando il canale raggiunge la città, si sdoppia in due rami che circondano completamente l'abitato. Il tratto urbano del canale è quasi del tutto interrato, ma alcuni brevi tratti sono ancora visibili. Appena fuori dell'abitato, si riunisce in un unico corso e riappare a cielo aperto al fianco della via provinciale Selice. Segue parallelamente il percorso della Selice per poi deviare ad est all'altezza di Bubano. Affiancata Bubano, il tracciato riprende la sua corsa verso nord. Dopo 4 km costeggia Massa Lombarda. Qui una parte delle acque sono deviate verso est, dove dopo pochi km ritornano nel fiume Santerno (al «passo Regina»).

L'altro ramo del canale prosegue verso nord costeggiando sempre la via Selice. Lambisce, in successione, San Patrizio, Conselice e Lavezzola. In questo secondo tratto il suo alveo è sopraelevato rispetto alla campagna circostante. A causa dell'alveo sopraelevato furono sempre necessari i lavori di manutenzione poiché ogni fuoriuscita dell'acqua avrebbe messo fuori uso la strada. Originariamente, il canale si gettava nel fiume Reno . Dal XIX secolo il canale termina il suo corso più ad est, nei pressi del ponte detto “della Bastia”.
Oggi il canale porta acqua solo fino a Massa Lombarda. Il ramo principale attraversa il paese, mentre un secondo ramo si stacca dal corso principale prima dell'abitato e ritorna nel Santerno. È rimasto intatto il grande lavatoio dove in passato le massaie venivano a lavare i panni. Oggi il luogo, molto suggestivo, viene utilizzato per spettacoli serali, performance teatrali e letture pubbliche. Nel tratto da Massa Lombarda a Lavezzola non scorre più acqua dagli anni novanta del XX secolo.
Degli oltre venti mulini complessivamente attivi fino al Novecento, ne è rimasto tuttora funzionante soltanto uno, a Case Volta.

### I mulini

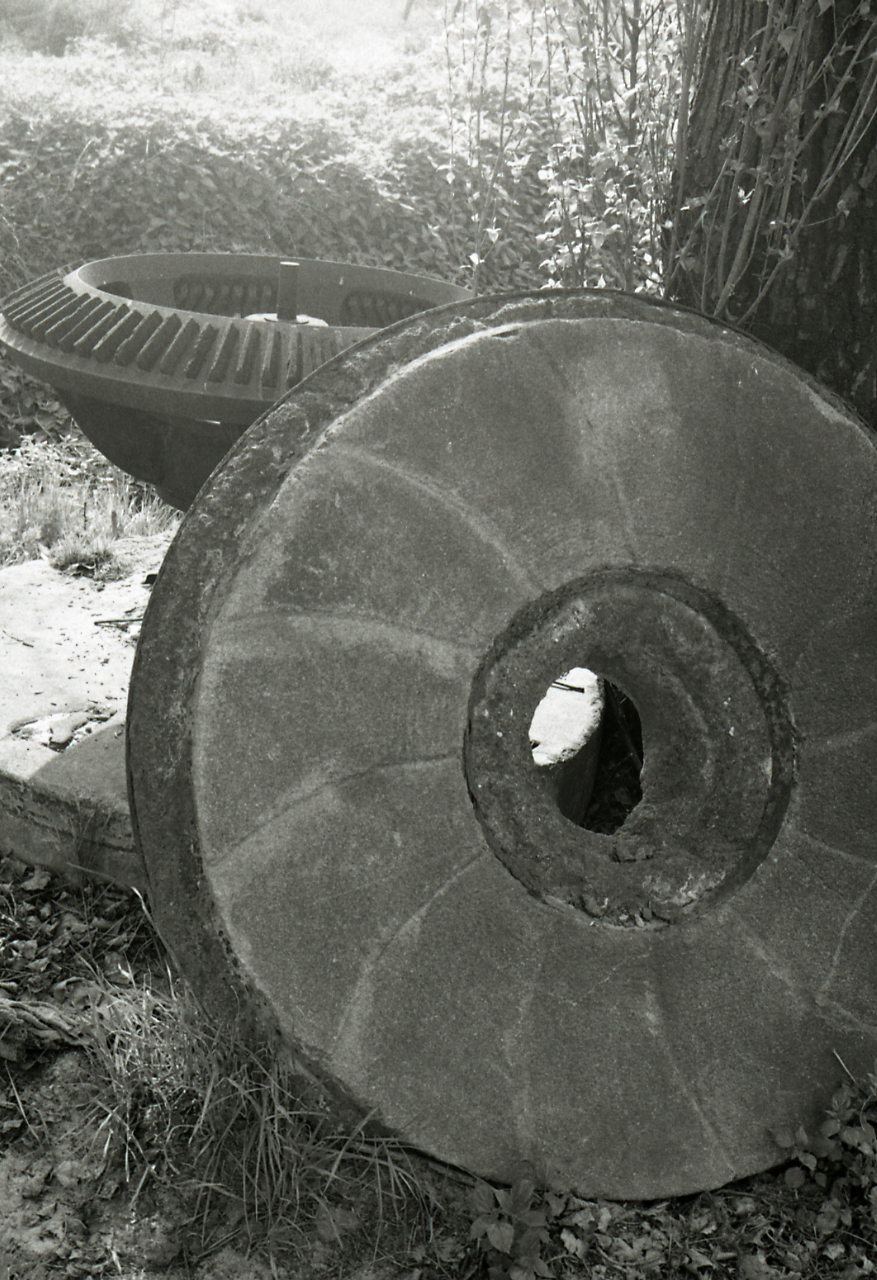
Tracce di un mulino, foto di Paolo Monti (1974).

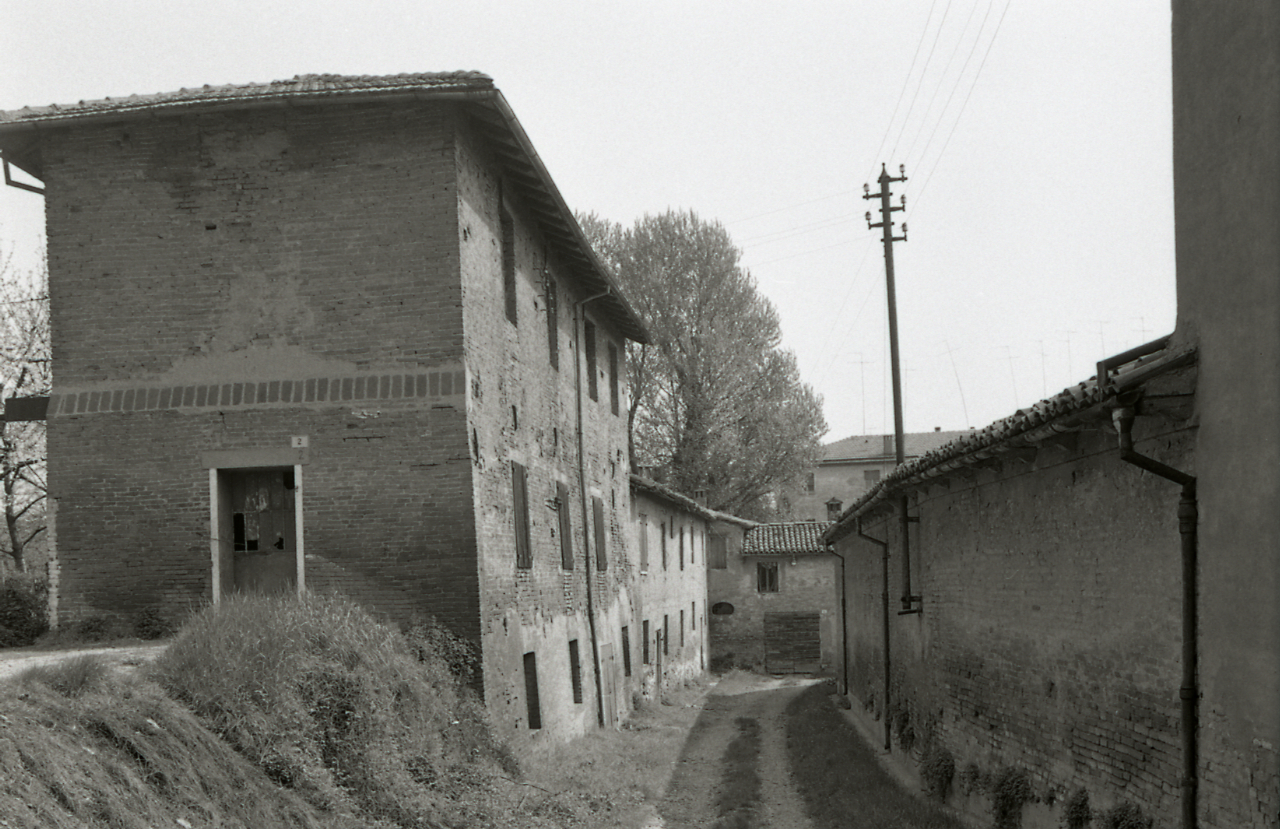
Foto del 1974, Paolo Monti.

1. Pila Cipolla (loc. Fabbrica)
2. Linaro (loc. Linaro)
3. Paroli (Via Paroli, Imola)
4. Illione[3] (Imola, lungo le vecchie mura)
5. Santa Cristina (lungo le vecchie mura)
6. Molinazzo[4] (lungo le vecchie mura)
7. Mulino Nuovo (lungo le vecchie mura)
8. Molino Vecchio (lungo le vecchie mura)
9. Appio (lungo le vecchie mura)
10. Gualchiera [5] (lungo le vecchie mura)
11. Poiano (Imola, oltre la ferrovia)
12. Sega (1,5 km dalla città)
13. Maglio (2 km dalla città)[6]
14. Molino Rosso[7]
15. de' Prati (oggi scomparso)
16. Volta (l'unico ancora attivo e l'ultimo in comune d'Imola)
17. Faelli (loc. Chiavica, oggi scomparso)
18. Bubano
19. Rossi (a Bubano)
20. Figna Antonio (a Bubano)
21. Massa (a Massa Lombarda)
22. San Patrizio[8]
23. Piatesi (nel centro storico di Conselice)
24. Bastia (nei pressi del punto in cui il canale confluisce nel Reno)[9]

## Storia

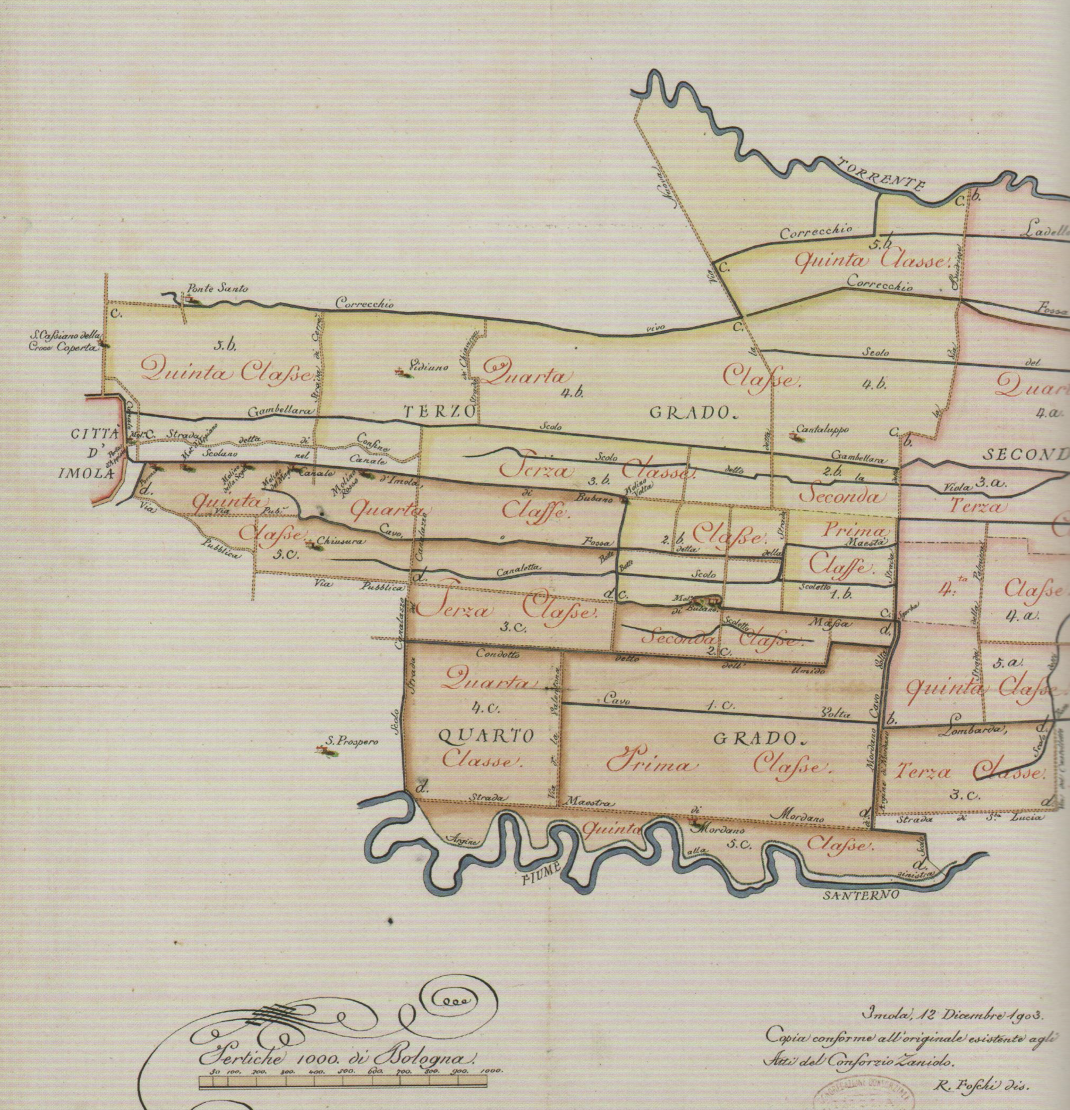
Disegno topografico della pianura a nord di Imola. Sono citati i seguenti mulini: Appio, Poiano, Sega, Maglio, Rosso, Volta e Bubano (1804).

### L'antica via d'acqua che collegava Imola alla Valle Padusa
Gli storici ritengono che, in tempi antichi, i romani avessero costruito un canale artificiale a fianco del kardo che collegava Forum Cornelii al porto lagunare posto sul limitare della valle Padusa.
Il canale, che seguiva un tracciato rettilineo di circa 12 miglia (25 km), fu probabilmente utilizzato come via d'acqua di collegamento tra Forum Cornelii ed il porto e favorì sicuramente la fondazione di un centro abitato attorno allo scalo, l'odierna Conselice .
Ancora nella tarda antichità, il canale fungeva da idrovia per il trasporto delle merci: lo solcavano piccole imbarcazioni che portavano grano e cereali destinati all'esportazione, in cambio di stoffe e spezie.
Da Imola verso la Valle il trasporto era favorito dalla corrente; nel percorso inverso le merci dovevano essere trainate dagli animali da soma, i quali procedevano lungo gli argini . L'opera serviva anche per alimentare le acque del fossato a protezione delle mura di Imola.

### Il Canale dei molini
La costruzione dell'attuale infrastruttura è dovuta a un progetto dei monaci di Santa Maria in Regola volto a risanare il territorio che era stato abbandonato dopo le devastazioni e le guerre dei secc. VI e VII. Furono recuperati anche i tratti del canale romano all'epoca esistenti.
A partire dal XII secolo, lungo il suo corso furono installati i mulini che poi gli diedero il nome. Con l'impianto dei primi mulini, all'altezza di Case Volta fu realizzata una deviazione verso est, allo scopo di costruire due nuovi mulini in direzione Bubano. Originariamente di proprietà del vescovo di Imola, nel 1271 il controllo del canale passò ai proprietari dei mulini.

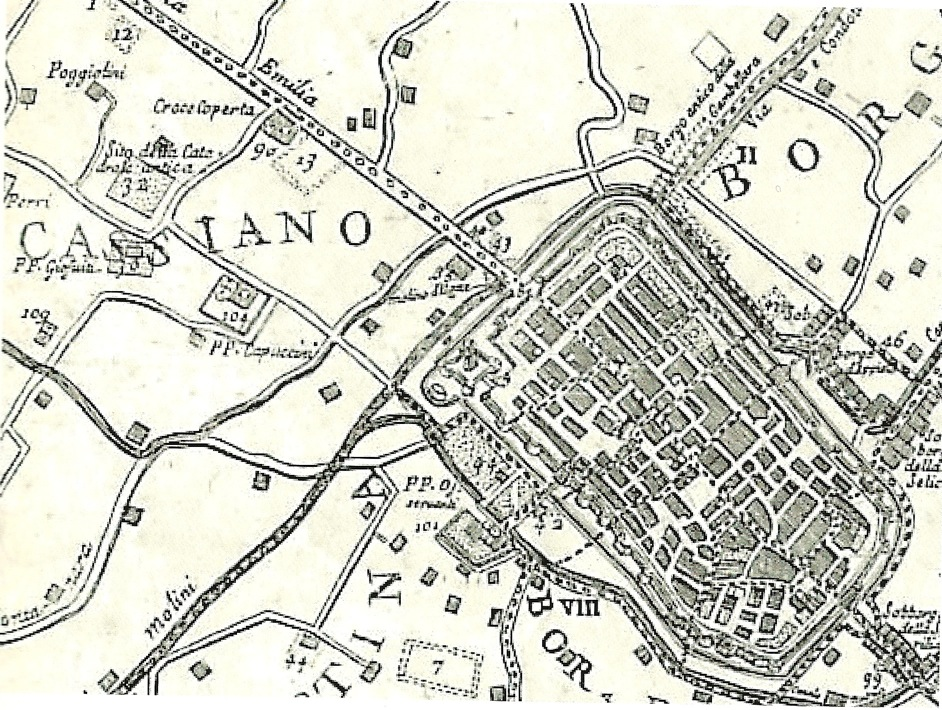
Pianta di Imola nel 1705. Il canale dei Molini avvolge interamente la città.

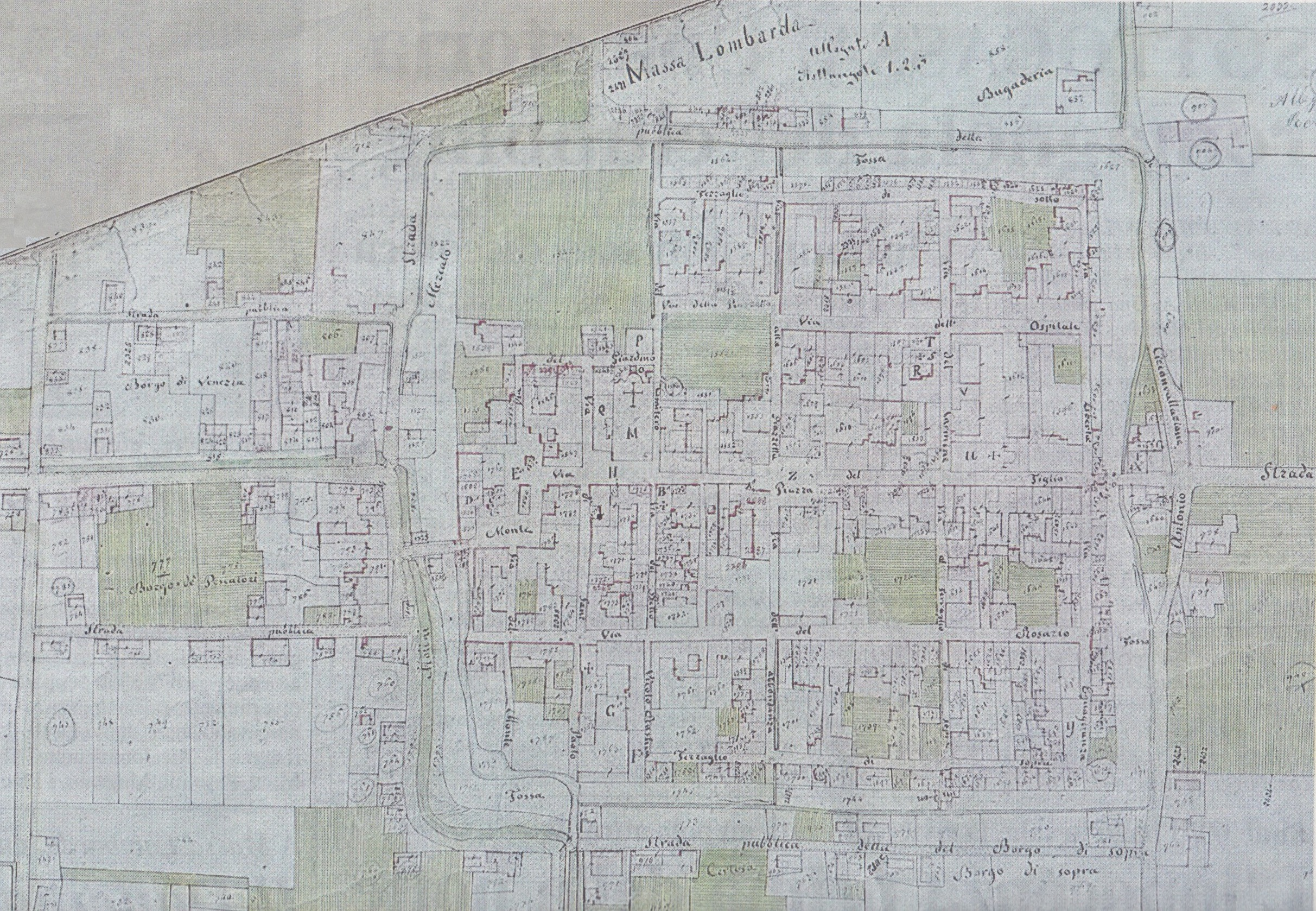
Massa Lombarda nel Catasto napoleonico ai primi dell'800. Il Canale dei molini, proveniente da sud, costeggia il lato occidentale delle mura ed esce dalla Porta del Molino.

Con la venuta degli Estensi in Romagna (dal 1440 al 1598), il percorso del canale cambiò nuovamente. Fu realizzato il proseguimento verso nord per raggiungere i centri abitati della Romagna estense: Massa Lombarda, San Patrizio e Conselice. Il controllo delle acque di questo nuovo tratto fu affidato alla comunità di Massa Lombarda. Tali centri entrarono in conflitto con Imola per il controllo della via d'acqua. Ciò fu determinato anche da fattori stagionali: in estate Imola sospendeva l'afflusso d'acqua. Ma così i contadini di Massa e Conselice non potevano irrigare. D'inverno invece l'acqua scorreva senza freni fino a Bubano: si lasciava che le acque esondassero ed allagassero la campagna massese. I cittadini di Massa Lombarda protestarono, ma inutilmente.
Si arrivò all'uso della forza. Durante l'inverno del 1592, i massesi bloccarono il canale subito dopo l'abitato di Bubano. Di conseguenza le acque si riversarono nelle campagne imolesi allagandole completamente. La risposta d'Imola non si fece attendere: appena venne la bella stagione fu realizzata una diversione del canale a settentrione di Bubano, al confine con Massa Lombarda (la zona delle Vallette, cioè delle terre allagate), facendo defluire le acque direttamente nel fiume Santerno. I massesi assassinarono il capomastro direttore dei lavori, il conte Orazio della Bordella (1593). Solamente dopo questo fatto di sangue si giunse ad un accordo: prima della diversione di 2,2 km ad est verso il Santerno (che fu portata a termine nonostante l'omicidio) venne realizzata una chiusa. Tale chiusa, tuttora esistente, è chiamata “delle Vallette” (1603). Essa serve a regolamentare l'afflusso delle acque: a) del Canale dei molini nel suo tratto verso Massa Lombarda (e Conselice); b) del "diversivo" che riporta le acque eccedenti verso il Santerno. Un canale artificiale già esistente, lo Scolo Zaniolo, che nasceva a San Prospero (poco a sud di Mordano) fu unito al canale massese detto Sgorba Vecchia (1604). Al nuovo Zaniolo fu affidato il compito di deviare fuori Massa Lombarda le acque eccedenti provenienti dall'imolese. Da allora lo Scolo Zaniolo si affianca al Canale dei molini in zona Vallette e prosegue il suo corso verso nord fino ad entrare nel territorio di Conselice.
Nei secoli successivi gli usi dell'acqua del canale vennero diversificati. Oltre all'irrigazione, l'acqua servì da supporto allo sviluppo dell'artigianato. I suoi utilizzi principali divennero:
- molitura: lungo il suo corso vennero costruiti oltre venti mulini;
- irrigazione: il territorio coltivato ad orto, che interessava una vasta area, era irrigato con l'acqua del canale. In più, nel tempo si erano estese le risaie; i brillatoi per la lavorazione del riso funzionavano ad acqua;
- energia idraulica per varie lavorazioni manifatturiere: il primo stabilimento imolese di produzione delle ceramiche, in via Quaini, così come la fornace Gardelli, la più antica, beneficiarono della presa d'acqua per l'impasto del materiale;
- lavatura dei panni nei lavatoi, sia pubblici e privati, di ospedali e conventi. Il più importante, tuttora esistente, si trova in viale Saffi. Era detto "sciacquatoio" ed è riportato anche nella mappa di Imola di Leonardo da Vinci;
- lavorazione della canapa;
- scolatura ed espurgo delle immondizie: le concerie [15], le tintorie e il macello pubblico usufruirono di chiaviche lungo il canale per la pulizia dei locali.

Il canale fu navigabile per diversi secoli. Una barca trainata da un animale da soma era in grado di trasportare merci e persone.
Nel 1448 il pittore veneziano Jacopo Bellini, durante un viaggio verso Firenze, usufurì del servizio. Sostò una notte nel convento dei frati Serviti di Riviera (Casalfiumanese), durante la quale dipinse la famosa Madonna col Bambino, che ora si trova nella Pinacoteca di Brera. Anche il Tintoretto effettuò lo stesso viaggio e pernottò nello stesso convento Servita.
Storicamente le congregazioni di gestione furono due: una a Imola e una a Massa Lombarda. Entrambe società di fatto, nacquero probabilmente tra XV e XVI secolo.
Nel 1785 la congregazione imolese ottenne la proprietà del tratto di canale che attraversava il comune d'Imola. Nel 1868 si costituì in forma legale dandosi uno statuto. Riuniva dodici proprietari di mulini. Per cinquant'anni il presidente della società fu il senatore Giuseppe Scarabelli. La necessità di una razionalizzazione dell'uso delle acque tra agricoltori, proprietari di molini e titolari di opifici fece sì che nell'anno 1936 le due società si unificassero nel «Consorzio utenti del Canale dei molini di Imola e Massa Lombarda» (oggi «Consorzio degli utenti del canale dei Molini» con sede in Imola), includendo in esso non solo i proprietari di molini ed  opifici, ma anche tutti i derivatari legittimi ad uso irriguo ed industriale.
Il nuovo Consorzio ottenne nel 1940 la qualifica di Consorzio irriguo di miglioramento fondiario, venendo così a beneficiare delle prerogative degli enti di bonifica. Da allora lo scopo di questo ente è quello di provvedere alla derivazione delle acque del fiume Santerno, di proprietà del Demanio, per l'intero corso del fiume Santerno. Alle spese per il mantenimento e l'esercizio della derivazione si provvede con le rendite patrimoniali del consorzio, con i contributi consorziali dello Stato, degli enti pubblici e dei privati. Nel 2010 fu celebrato il settantennale dello Statuto con la Festa del Canale dei molini a Imola. Da essa nacque, l'anno successivo, la prima edizione della rinnovata «Fiera agricola del Santerno», che l'amministrazione comunale ha collocato nell'ampia area di Sante Zennaro, dove si svolge tuttora.
Oggi i maggiori introiti dell'infrastruttura provengono dall'uso acquedottistico. Le acque del canale alimentano l'acquedotto industriale sito a Bubano e inoltre sono inviate nei comuni vicini (dove l'acqua viene potabilizzata grazie a un accordo con l'allora Ami, oggi Hera). Il volume di acqua interessato è di cinque milioni di metri cubi. Il canale inoltre viene utilizzato per irrigare le aziende agricole (quasi 300) nei comprensori di Imola e di Massa Lombarda. Gli argini del canale sono di proprietà degli agricoltori i cui fondi sono attraversati dalla via d'acqua. Nella seconda metà del XX secolo la portata d'acqua presso Imola era di 3.000 litri al secondo, scesa negli anni 2010 a 700-800 litri/secondo.
Infine, nella frazione Codrignano, in coincidenza con la presa del canale dei mulini dal fiume Santerno, è presente una piccola centrale idroelettrica, che sfrutta il salto d'acqua della diga per produrre energia pulita e rinnovabile.